# Ponginae
Ponginae — одна з двох підродин приматів родини Гомініди (Hominidae). Ponginae виникли у міоцені у Східній Азії; згодом поширилися у Південно-Східну Азію. Сучасні представники підродини трапляються лише на індонезійських островах Суматра і Борнео.

## Класифікація
До підродини Ponginae відносять три сучасних види роду Орангутан (Pongo) та низку викопних форм:
- Lufengpithecini†
  - Lufengpithecus
    - Lufengpithecus lufengensis
    - Lufengpithecus keiyuanensis
    - Lufengpithecus hudienensis
- Sivapithecini†
  - Ankarapithecus
    - Ankarapithecus meteai

  - Sivapithecus†
    - Sivapithecus brevirostris
    - Sivapithecus punjabicus
    - Sivapithecus parvada
    - Sivapithecus sivalensis
    - Sivapithecus indicus

  - Gigantopithecus†
    - Gigantopithecus bilaspurensis
    - Gigantopithecus blacki
    - Gigantopithecus giganteus
- Pongini
  - Khoratpithecus†
    - Khoratpithecus ayeyarwadyensis
    - Khoratpithecus piriyai
    - Khoratpithecus chiangmuanensis

  - Pongo
    - Pongo hooijeri†
    - Pongo weidenreichi†
    - Pongo abelii
    - Pongo pygmaeus
    - Pongo tapanuliensis
- Griphopithecini†
  -  ?Griphopithecus